# Perigracilia tenuis
Perigracilia tenuis är en skalbaggsart som beskrevs av Linsley 1942. Perigracilia tenuis ingår i släktet Perigracilia och familjen långhorningar. Inga underarter finns listade i Catalogue of Life.